# Loviisan Sanomat
Loviisan Sanomat  (LS, i folkmun: Lovari) är en lokal finskspråkig dagstidning, som ges ut i Lovisa i Finland. Tidningen grundades 1916 och utkommer två gånger per vecka, varje helgfri tisdag och fredag. Upplagan uppgick år 2012 till 4 368 exemplar per utgivningsdag. Tidningen trycks hos Lehtikanta Oy i Kouvola.
Loviisan Sanomats lokala konkurrent på tidningsmarknaden är den svenskspråkiga dagstidningen Nya Östis.

## Loviisan Sanomats digitala utgåvor
Loviisan Sanomats papperstidning utkommer i sin helhet också som e-tidning. Därtill utkommer tidningen, med aktuella nyhetsartiklar, som webbtidning. 

## Tidningens dotterbolag
Loviisan Sanomats dotterbolag Oy Pyhtäänlehti–Pyttisbladet Ab ger ut, två gånger per månad, den lokala tvåspråkiga tidningen Pyhtäänlehti – Pyttisbladet.

## Ägarstruktur
Sedan 2012 är den finlandssvenska tidningskoncernen KSF Media   majoritetsägare med 80 % av aktierna i Loviisan Sanomain Oy och resten 20 % ägs av tidningshusets verkställande direktör och chefredaktör Arto Henriksson.  

## Chefredaktör
Chefredaktör är Arto Henriksson (2017). 

## Ansvarig utgivare
Den 21 april 2016 tillträdde Susanna Ilmoni tjänsten som ansvarig utgivare. Susanna Ilmoni är tillika ansvarig utgivare för samtliga tidningshus inom tidningskoncernen KSF Media.